# Igulwa
Igulwa è una circoscrizione mista (mixed ward) della Tanzania situata nel distretto di Bukombe, regione di Geita. Conta una popolazione di 44 616 abitanti (censimento 2012).